# Mopsella sinuata
Mopsella sinuata is een zachte koraalsoort uit de familie Melithaeidae. De koraalsoort komt uit het geslacht Mopsella. Mopsella sinuata werd in 1889 voor het eerst wetenschappelijk beschreven door Wright & Studer. 